# Radar ad elaborazione automatica dei dati

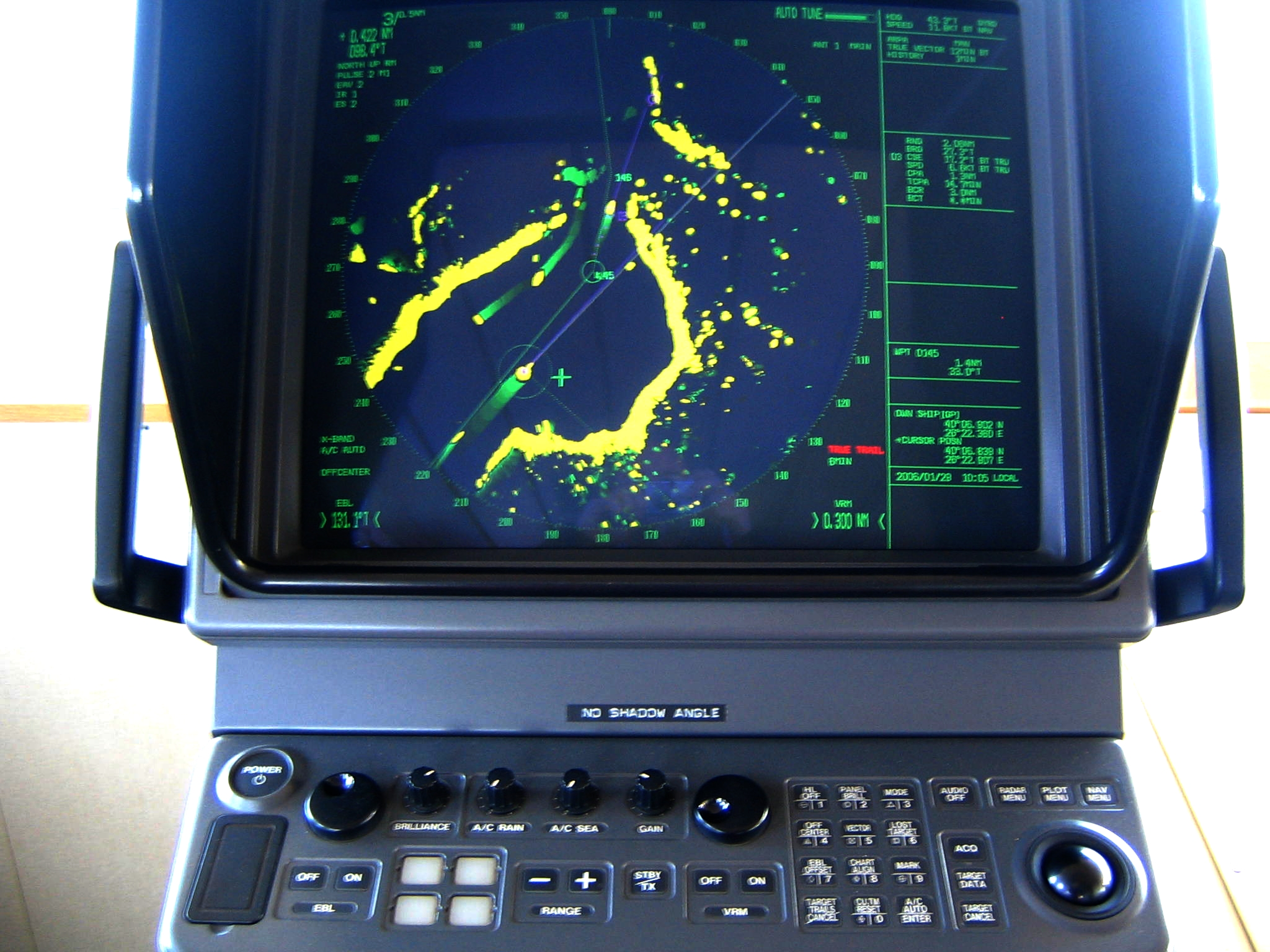
Un tipico ARPA di bordo.

Il Radar ad elaborazione automatica dei dati (in inglese Automatic radar plotting aid - ARPA) è uno strumento di navigazione marittima studiato per evitare le collisioni in mare.
Lo sviluppo di ARPA iniziò dopo l'incidente al transatlantico italiano Andrea Doria il quale, a causa della fitta nebbia, fu investito dal mercantile svedese Stockholm ed affondò al largo della costa orientale degli Stati Uniti.
Il radar ARPA iniziò ad essere sviluppato nel corso degli anni sessanta del secolo scorso e, con lo sviluppo della microelettronica. Il primo ARPA disponibile in commercio venne consegnato nel 1969 al cargo Taimyr prodotto dalla Norcontrol, ora parte di Kongsberg Maritime.
Radar ad elaborazione automatica dei dati sono ora disponibili anche per piccoli yacht.

## Funzionamento
1. Durante il primo minuto, ARPA esegue tra 40 e 60 osservazioni,
2. Dopo un minuto dà il rilevamento e la distanza dell'eco,
3. Dopo tre minuti appaiono sullo schermo del radar le seguenti informazioni:
  - CPA (Closest point of approach), il punto più vicino che l'eco può raggiungere oltre la nostra nave (la portata del radar)
  - TCPA (Time to closest point of approach) tempo per raggiungere il punto di approccio (CPA),
  - la rotta del bersaglio (eco)
  - la velocità del bersaglio (eco).

Naturalmente tutti questi dati sono validi solo per una traccia costante, si osserva che la nave (bersaglio) non deve cambiare rotta o la velocità, il vettore velocità del bersaglio deve essere sufficientemente grande che il risultato del calcolo della velocità della superficie stradale / superficie di quest'ultimo è credibile di alcuni gradi / decimi di nodi vicino. Un vettore troppo piccolo genera incertezza troppo grande, e consideriamo che tre minuti è un minimo, se il corso di destinazione cambia o informazioni velocità non sarà affidabile. È la stessa al titolare del radar, se è diventato o accelerazione / decelerazione, i dati calcolati da ARPA non saranno accurati.
Il sistema esegue automaticamente i calcoli punteggio Arpa che potrebbe essere fatto graficamente uno.
L'elaboratore al centro del sistema può gestire automaticamente gli echi sullo schermo, che lasciano la scelta all'operatore di selezionare manualmente. Il numero di bersagli supportati è generalmente limitata a dieci. Si può anche verificare manovra e osservare la situazione estrapolata nel tempo a seguito di questa manovra fittizia. In questa visione, la parola "test" (prova) lampeggia sullo schermo per confermare all'operatore che questo non è vero, poi, dopo pochi secondi, l'interruttore per la situazione normale è automatica.